# ジェームズ・チャーチワード

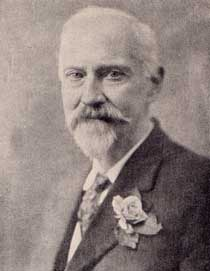
ジェームズ・チャーチワード

ジェームズ・チャーチワード（英: James Churchward、1851年2月27日 - 1936年1月4日）は、アメリカ合衆国在住のイギリス人でムー大陸についての著作を書いた作家である。

## 経歴

### ムー大陸発見
父ウィリアム・チャーチワードが1890年に『ブルックリン・タイムズ』土曜版に沈んだ大陸についての投稿をしたとされ、ジェームズ・チャーチワードは父の遺志を継いだという。1868年にチャーチワードは、インド（又はチベット、ミャンマー）でイギリス陸軍に所属していた際、寺院の僧にナーカルと呼ばれる絵文字のある粘土板を見せられたという。1880年にイギリス陸軍大佐で退役し、この絵文字を解読したところ、ムー大陸（表記・発音はMOO）の聖なる霊感の書であったという。友人のウィリアム・ニーヴンがメキシコで発見した石板を見せられた際にナーカルと同じ絵文字があったことがムー大陸の著作をするきっかけとなったという。絵文字はマヤのトロアノ絵写本、チベットのラサ記録に記載されていたという。
ちなみにムー大陸の語源となったムーとは、チャーチワードが解読したとするナーカル文字に「ムー」という解読不能な言葉が繰り返されることから命名されたもので、「ムー大陸」という大陸があったという意味ではない。おそらく英語の「THE」のようなものと解釈される。また、ムー大陸の証拠とされるイースター島のモアイ像などがあるとされている。
ムー大陸が存在したと主張し、仮説というよりまるで見てきたように詳細に述べたチャーチワードの著作は、後に続く多くの類書の母型になった。

### 矛盾点の発覚とムー大陸の否定
その後、マヤのトロアノ絵写本は解読され別内容と判明し、チベットのラサ記録は偽造文書であった事が発覚した。チャーチワード自身にも、イギリス陸軍にて在籍の記録がなく、経歴が事実ならば、16歳の時点ですでに陸軍に在籍し、28歳で陸軍大佐で退役したことになるため、退役を始めとする軍歴は総て詐称とみなされている。これらの事実のほかにも数多くの矛盾点が見出され、チャーチワードの主張は虚偽として否定された。
後になって、地球物理学の観点から、「太平洋に沈んだ大陸は存在しない」と結論づけられた。この事は海底調査などでも立証されており、ムー大陸の存在は学問的に完全に否定される事となった。
現在では、ムー大陸で「中心となっていた人種は白人種」で他の人種は白人種に隷属していたとするチャーチワードの説は、白人優越主義者であり、この一連の主張も、その主義の裏づけとするべく創作されたものとする声が強い。歴史学者の長谷川亮一は、チャーチワードらアトランティス大陸やレムリア大陸の実在を唱える説は、「白人優位主義、自民族至上主義（エスノセントリズム）を正当化し、ひいては『かつては全世界が自分たちのものであった』ということを『立証』して植民地支配を正当化するために編み出された『偽史』」であると述べている。

### 晩年
ムー大陸に対しての矛盾が指摘されるようになっても、チャーチワードは、ムー大陸の存在を主張し続けた。さらに、チャーチワードは1931年4月20日アメリカ心霊現象研究協会（ASPR）で講演会を行なうなど心霊団体にも関わるようになり、講演録は、ハンス・ステファン・サンテッスン『ムー大陸の理解』（1970年）に収録されている。1936年1月4日、84歳のときロサンゼルスで講演中に倒れ死亡。墓はニューヨーク郊外にあり「ムー帝国の紋章」（八芒星の中心に太陽十字を配したもの）が刻まれている。

### 影響
チャーチワードらの沈没大陸説は、日本の偽史書『竹内文書』に影響を与えたと言われる。竹内文書は日本のオカルトに大きな影響を与えた。またチャーチワードは、岡田光玉が開いた新宗教・真光系諸教団にも影響がある。
日本では、チャーチワードの『失われたムー大陸』は、あやしげなオカルト本を大量に刊行し日本の超古代ブームやオカルト・ブームに火をつけた大陸書房の代表作であり、ベストセラーになった。

## 著作
- 『メイン州北東部への大物釣りガイド』（英: A Big Game and Fishing Guide to North-Eastern Maine）

若年のころアメリカで著述
L・スプレイグ・ディ・キャンプ 『プラトンのアトランティス』の邦訳（小泉源太郎訳 『幻想大陸』 大陸書房 1974年、小泉源太郎訳 『プラトンのアトランティス』 角川春樹事務所 1997年 ISBN 978-4894563650）では、この書物に関する部分が割愛されている。
- 『失われたムー大陸』（英: The Lost Continent of Mu、1931年ニューヨークで出版）

ムー大陸という超古代文明が栄えたという伝説上の大陸が存在することを主張する。ウィリアム・ニーヴンに捧げられた。
- 『ムー大陸の子孫たち』（英: The Children of Mu、1931年)
- 『ムー大陸の聖なるシンボル』（英: The Sacred Symbols of Mu、1933年）
- 『ムー大陸の宇宙力』（英: Cosmic Forces of Mu、1934年）
- 『ムー大陸の宇宙力第二の書』（英: Second Book of Cosmic Forces of Mu）
- 英: Books of the Golden Age

草稿のまま出版されず70年後に公表されたものとされるが、文体が異なることなどから偽書だと考えられている。

### 日本語訳
- チャーチワード『南洋諸島の古代文化』仲木貞一訳、岡倉書房、1942年。
- 『消えた大陸のなぞ　ピラミッドの秘密』亀山竜樹訳、武部本一郎絵、偕成社〈少年少女世界のノンフィクション 4〉、1964年。
- 『失われたムー大陸』小泉源太郎訳、大陸書房、1968年。
  - 『ムー大陸　太平洋の失われた大陸』小泉源太郎訳、大陸書房〈ムーブックス〉、1977年2月。
  - 『失われたムー大陸』小泉源太郎訳、大陸書房、1986年11月。ISBN 4-8033-1032-7。
  - 『失われたムー大陸　消えた謎の古代都市』小泉源太郎訳、大陸書房〈大陸文庫〉、1991年1月。ISBN 4-8033-3155-3。
  - 『失われたムー大陸　ムー文明の全貌と水没の謎に迫る!!』小泉源太郎訳、たま出版〈たまの新書〉、1995年1月。ISBN 4-88481-815-6。
  - 『失われたムー大陸　第一文書』小泉源太郎訳、角川春樹事務所〈ボーダーランド文庫 1〉、1997年6月。ISBN 4-89456-315-0。
- 『ムー大陸の子孫たち』小泉源太郎訳、大陸書房、1970年。
  - 『ムー大陸の子孫たち』小泉源太郎訳、大陸書房、1986年11月。ISBN 4-8033-1033-5。
  - 『ムー大陸の子孫たち　超古代文明崩壊の謎』小泉源太郎訳、大陸書房〈大陸文庫〉、1991年5月。ISBN 4-8033-3323-8。
  - 『ムー大陸の子孫たち　超古代文明崩壊の謎』小泉源太郎訳、青樹社〈Big books〉、1997年6月。ISBN 4-7913-1034-9。
- 『ムー大陸のシンボル』小泉源太郎訳、大陸書房、1970年。
  - 『ムー大陸のシンボル』小泉源太郎訳、大陸書房、1986年11月。ISBN 4-8033-1034-3。
  - 『ムー大陸の謎と神秘　聖なるシンボルが解き明かす!』小泉源太郎訳、大陸書房〈大陸文庫〉、1991年9月。ISBN 4-8033-3697-0。
  - 『ムー帝国の表象　第三文書』小泉源太郎訳、角川春樹事務所〈ボーダーランド文庫 6〉、1997年7月。ISBN 4-89456-329-0。
- 『ムー大陸の沈没』小泉源太郎訳、大陸書房、1972年。
  - 『ムー大陸の沈没』小泉源太郎訳、大陸書房、1986年11月。ISBN 4-8033-1035-1。
- 『ムー大陸の宇宙科学』石原佳代子訳、中央アート出版社〈心霊科学名著シリーズ 41〉、1995年6月。ISBN 4-88639-710-7。
- 『ムー大陸研究原典』小泉源太郎訳（愛蔵保存版）、新人物往来社、1995年11月。ISBN 4-404-02299-9。
- 『ムー大陸の宇宙科学』 part 2、石原佳代子訳、中央アート出版社〈心霊科学名著シリーズ 47〉、1997年2月。ISBN 4-88639-774-3。